# Starfish Radiation
Starfish Radiation (STARAD) (ang. Starfish Radiation) – seria dwóch amerykańskich sztucznych satelitów do zbierania danych o atmosferycznych i pozaatmosferycznych wybuchach jądrowych:
- Starfish Radiation 1 – wystrzelony 26 października 1962
- Starfish Radiation 2 – wystrzelony 2 września 1965 rakietą Thor Agena D, z kosmodromu Vandenberg. Z powodu awarii członu Agena D, rakieta i ładunek zostały zniszczone na rozkaz oficera bezpieczeństwa kosmodromu, na wysokości około 11 km. Satelita ważył około 1150 kg.

## Ładunek
- Próbnik gęstości elektronów
- Detektor cząstek naładowanych

Elementem detekcyjnym były scyntylatory plastyczne (osłaniane). Poszczególne scyntylatory posiadały efektywne progi wyzwalania na elektrony o energiach: 1,2; 2,4 i 5 MeV. Każdy z czujników miał pole widzenia około 2π steradianów. Dane były nagrywane na taśmie magnetycznej i odgrywane do przesłania do stacji naziemnej.
- Spektrometr elektronów uwięzionych w polu magnetycznym

Pięciokanałowy spektrometr służył do pomiaru elektronów powstających w atmosferze podczas wybuchów jądrowych. Kanały miały zakres: 325-462 keV, 955-1117 keV, 1630-1834 keV, 2400-2614 keV, 3250-3474 keV. Tło mierzono za pomocą dwóch osobnych kanałów: 664-808 keV i 2590-2809 keV. Dane z każdego kanału pobierano raz na sekundę.
- Pomiary cząstek naładowanych

Zestaw pięciu detektorów scyntylacyjnych o różnych polach widzenia. Każdy pozyskiwał widma za pomocą dyskryminacji amplitudowej. Jeden z czujników przestał działać wkrótce po starcie, ale pozostałe działały do końca misji.